# سعر اعتباري
السعر الاعتباري أو سعر الظل (بالإنجليزية: Shadow Pricing)‏ أو السعر الوهمي أو السعر الحسابي هو مصطلح يشار من خلالهِ عادةً إلى قيمة نقدية حُدّدت للتكاليف غير المعروفة أو التي يصعب حسابها حاليًا. يعتمد ذلك على مبدأ الاستعداد للدفع، في ظل غياب أسعار السوق، فإن المقياس الأكثر دقة لقيمة السلعة أو الخدمة هو ما يرغب الناس في التخلي عنه من أجل الحصول عليه. غالبًا ما يتم حساب السعر الاعتباري وفقًا لبعض الافتراضات والسندات. نتيجةً لذلك، فهي غير دقيقة وخاطئة إلى حدٍ ما.